# Угличский сыр
Угличский сыр — сорт полутвердого российского сыра, производимый в Угличе.

## История создания
Технология сыра Угличский разработана учеными лаборатории сыроделия (НИЛС) еще в довоенный период. Об этом свидетельствует отчет о научно-исследовательской работе (библиотека ВНИИСП, инв. № 585 А/р2б), составленный в 1940 г. руководителем темы К. С. Лебедевой: «ВНИЛ сыродельной промышленности» в 1939 г. было освоено производство нового полутвердого (французского) сыра, получившего у нас название «Угличский».
В 1940-м году выработка этого сыра была освоена на 19 сырзаводах СССР. Причём качеством новый сыр на 3-4 балла превосходил «Голландский» и «Тильзитер», производимый на тех же предприятиях.

## Описание
Как писал журнал «Молочная промышленность», «этот сыр является промежуточным звеном между мягкими и твёрдыми сырами. Обладая нежной консистенцией, «Угличский» сыр в то же время не имеет того специфического острого вкуса, которым обладает группа полутвёрдых сыров». В основе своей новый сорт имел рецептуру и насыпную технологию «Тильзитера», производство которого было начато в Ярославской губернии в 1870-е гг. Николаем Верещагиным и Владимиром Бландовым.
Вскоре после создания лаборатории сыроделия в Угличе (НИЛС) её сотрудники изучили и описали рецептуру и технологию производства насыпных сыров, выпускавшихся на копринских сыроварнях и обеспечили их производство на Угличском сыродельном заводе. Это был первый из промышленно выпускаемых насыпных сыров. Долгое время сыр производился исключительно в Угличе и именно поэтому и получил своё название. Отличительными особенностями этого сорта сегодня являются белый или светло-жёлтый цвет, нежная, маслянистая, немного ломкая на изгибе консистенция, умеренно выраженный сырный, слегка кисловатый вкус. На срезе «Угличский» имеет рисунок, состоящий из некрупных глазков круглой, овальной или угловатой формы, равномерно расположенных по всей массе сыра. В отличие от некоторых других сортов, например, таких как «Швейцарского», «Эмменталера», «Маасдама», «дырочки» в сортах, производимых по насыпной технологии, образованы не только пузырьками газа, но и промежутками между кусочками разрезанного сгустка. Именно поэтому они и бывают угловатыми, иногда щелевидными. Корочка у «Угличского» ровная, тонкая, без толстого подкоркового слоя.

## Характеристики
Выпускается данный сорт в виде прямоугольных брусков со слегка выпуклыми боковыми поверхностями. Длина его — от 24 до 30 см, ширина — от 12 до 15 см, высота — от 9 до 12 см. Масса бруска — 2,5 — 6 кг. Жирность «Угличского» сыра 45 %, а содержание соли — 1,5 — 2,5 %. Созревает этот сыр 2 месяца.

## Место производства
«Угличский» сыр производится исключительно в г. Угличе, Ярославской области на «Угличском сыродельно-молочном заводе» . Процесс производства «Угличского» сыра представлен в промышленном музее "СырКультПросвет", который был открыт на территории «Угличского сыродельно-молочного завода» в 2023 году.

## Товарный знак и защищенное наименование места происхождения товара
Право на товарный знак принадлежит ООО «Угличский сыродельно-молочный завод» (входит в состав сельскохозяйственного холдинга «Агриволга»), только это предприятие может производить «Угличский» сыр.

### Комментарии
1. ↑  Научно-исследовательская лаборатория сыроделия, в настоящее время Всероссийский научно-исследовательский институт маслоделия и сыроделия, г. Углич.
2. ↑  Всесоюзная научно-исследовательская лаборатория сыроделия, в настоящее время Всероссийский научно-исследовательский институт маслоделия и сыроделия, г. Углич.
3. ↑  Н. В. Верещагин создал в России новую отрасль народного хозяйства - маслоделие и сыроварение.
4. ↑  В.И. Бландов соратник Н.В. Верещагина, его сослуживец по военному флоту, один из инициаторов сыроварения в России и организатор первых сыроварен.
5. ↑  В XIX  веке в селе Коприно были организованы первые артельные сыроварни в России.